# بيرملو (تشهار دولي)
بیرملو (بالفارسية: پیرملو) هي قرية تقع في إيران في Chaharduli Rural District. يقدر عدد سكانها بـ 353 نسمة بحسب إحصاء 2016.